# Neville Marriner

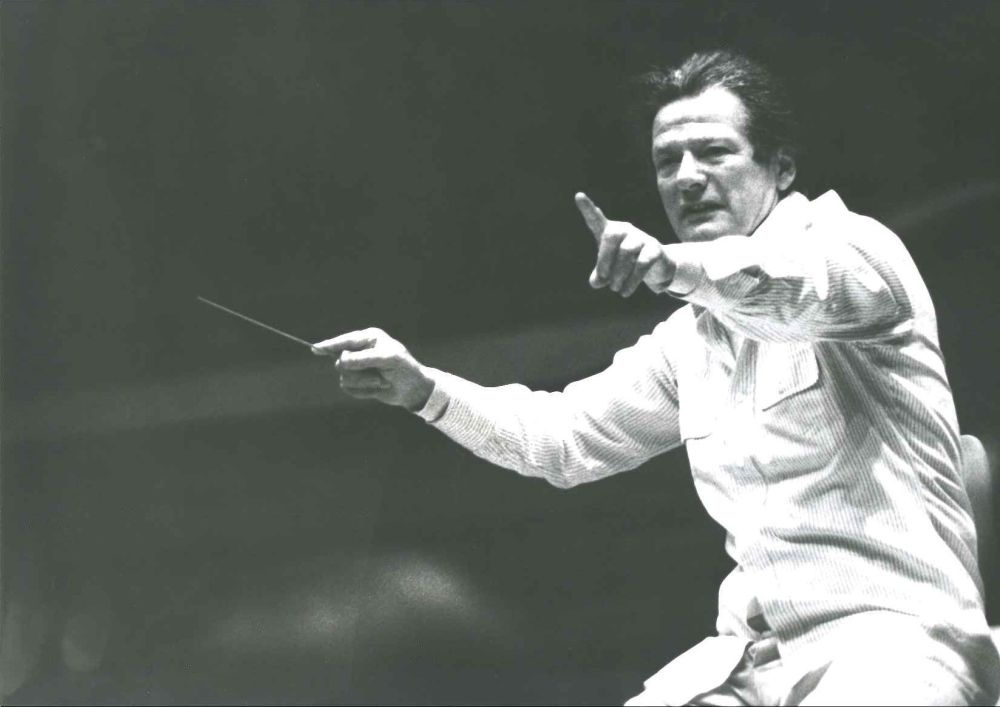
Der Dirigent Neville Marriner in einer Aufnahme von Werner Bethsold.

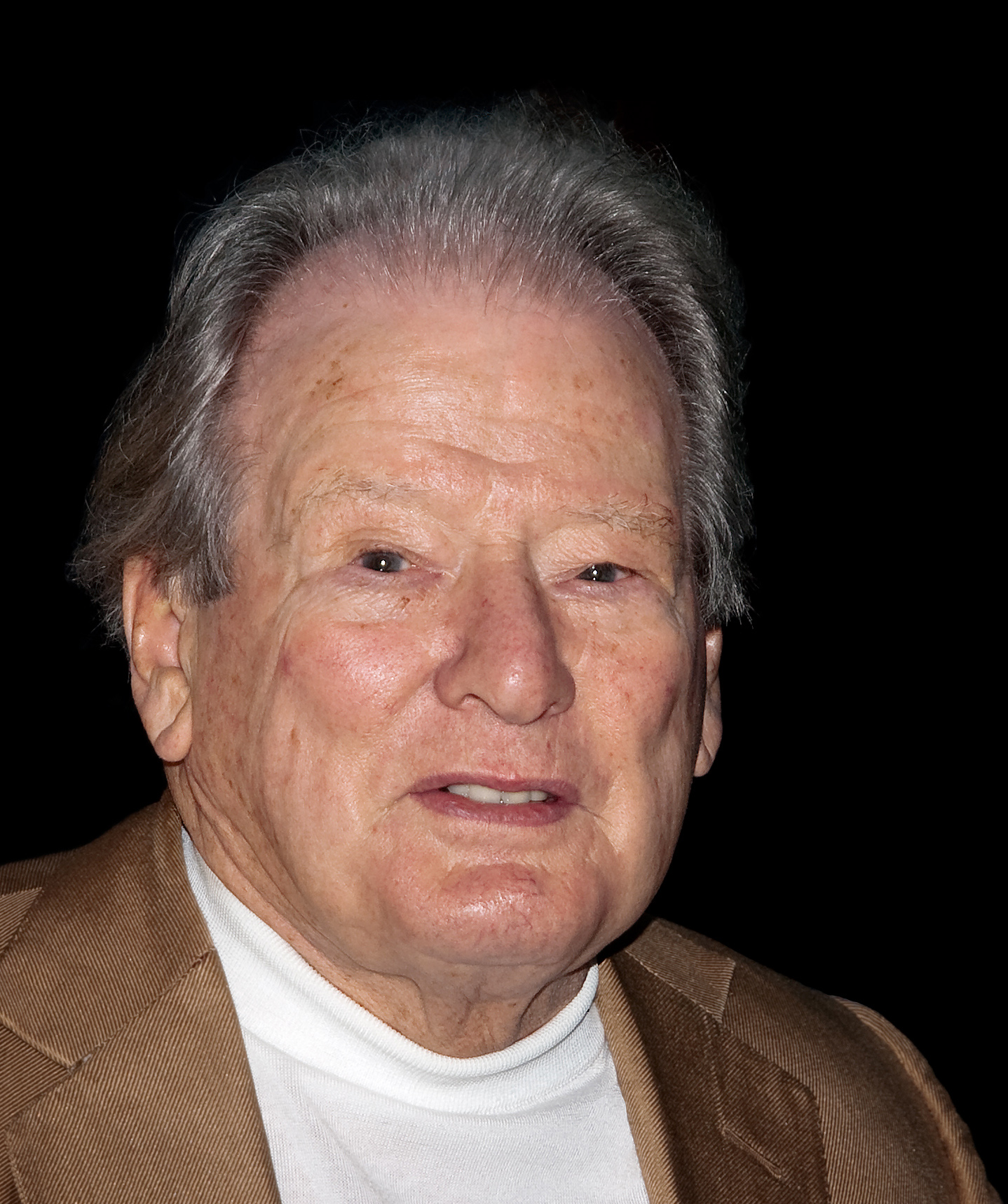
Neville Marriner (2010)

Sir Neville Marriner, CH, CBE (* 15. April 1924 in Lincoln, England; † 2. Oktober 2016 in London) war ein britischer Dirigent und Violinist.

## Leben
Bereits als 13-Jähriger studierte Marriner Violine am Royal College of Music in London und später am Pariser Konservatorium. Von 1950 bis 1959 war er Professor für Violine am Londoner Royal College of Music. Ab 1952 gehörte er als Violinist zum Londoner Philharmonia Orchestra und zum London Symphony Orchestra (LSO).
1958 gründete er mit zwölf Kollegen des LSO das Kammerorchester Academy of St Martin in the Fields. Der Name war von der Barockkirche St Martin-in-the-Fields am Trafalgar Square entlehnt, wo die Academy-Musiker nach dem Abendgottesdienst Konzerte geben durften. Die ersten Jahre waren beschwerlich, vor allem was die Finanzen betraf. Im Jahre 1970 erschien Marriners Einspielung von Antonio Vivaldis Vier Jahreszeiten. Seither feierten er und seine Musiker einen Erfolg nach dem anderen. Mit seinem Orchester spielte er zahlreiche Werke ein.
Von 1969 bis 1979 war Marriner Dirigent des Los Angeles Chamber Orchestra, danach bis 1986 Musikdirektor des Minnesota Orchestra. Von 1983 bis 1989 leitete er das Radio-Sinfonieorchester Stuttgart des Süddeutschen Rundfunks. 1984 spielte die Academy of St Martin in the Fields unter seinem Dirigat die Filmmusik für Amadeus ein. Der Soundtrack wurde in den USA im September 1996 mit einer Platin-Schallplatte ausgezeichnet.
Für seine musikalischen Verdienste ernannte Königin Elisabeth II. ihn 1975 zum Commander of the British Empire. Durch den Ritterschlag wurde er 1985 Knight Bachelor. Ab 1990 arbeitete er als freier Dirigent in Europa und den USA. Im Jahr 2015 wurde er Mitglied des Order of the Companions of Honour. Er lebte zuletzt mit seiner zweiten Ehefrau Molly auf seinem Landgut in der Nähe von Axminster in der Grafschaft Devon.
Er war der Vater des Klarinettisten Andrew Marriner (* 1954). Neville Marriner starb am 2. Oktober 2016 drei Tage nach seinem letzten Konzert in Padua.

## Gedenken
Der Musiker hätte am 4. Oktober 2016 im Wiener Musikverein ein Konzert mit der Academy of St Martin in the Fields dirigieren sollen. Das Ensemble beschloss, dieses Konzert unter der Leitung ihres Konzertmeisters Tomo Keller dennoch zu geben und dem Andenken seines Gründers und „geliebten Sir Neville Marriner“ zu widmen. Nach der Hebriden-Ouvertüre von Felix Mendelssohn Bartholdy wurde nicht applaudiert, das Publikum erhob sich für eine Schweigeminute. Danach wurden Beethovens Violinkonzert mit Julia Fischer als Solistin und Mozarts Symphonie Es-Dur KV 543 gespielt. Das Konzert wurde vom ORF aufgezeichnet und in der ganzen Welt ausgestrahlt.

## Diskografie (Auswahl)
Gioachino Rossini:
- Der Barbier von Sevilla:

Mitwirkende: Thomas Allen (Figaro), Francisco Araiza (Conte Almaviva), Agnes Baltsa (Rosina), Domenico Trimarschi (Bartolo), Robert Lloyd (Basilio), Sally Burgess (Berta), Matthew West (Fiorello) John Noble (Un Ufficiale), Ambrosion Opera Chorus, Academy of St. Martin in the Fields, Neville Marriner (Dirigent). (Phillips Classics 1983/Decca 2002)